# Russell Leng
Russell Leng (* 1938) ist ein US-amerikanischer Politikwissenschaftler und emeritierter Professor für Politische Ökonomie und Völkerrecht am Middlebury College. 1997 amtierte er als Präsident der Peace Science Society (International).
Leng, der 40 Jahre am Middlebury College lehrte, hatte auch seinen Bachelor-Abschluss dort gemacht. Seine Promotion zum Ph.D. erfolgte an der American University. Danach 
arbeitete er an der University of Michigan, wo er an den Forschungen des Correlates of War projects beteiligt war.

## Schriften (Auswahl)
- Bargaining and learning in recurring crises. The Soviet-American, Egyptian-Israeli, and Indo-Pakistani rivalries. University of Michigan Press, Ann Arbor 2000, ISBN 0472097032.
- Interstate crisis behavior, 1816-1980. Realism vs. reciprocity. Cambridge University Press, New York 1993, ISBN 0521391415.